# Hydroeciodes xanthina
Hydroeciodes xanthina là một loài bướm đêm trong họ Noctuidae.